# Plácido de Subiaco
Plácido de Subiaco (em latim: Placidus) era um discípulo de São Bento. Filho do patrício Tértulo e foi entregue, ainda criança, a São Bento em Subláqueo (Subiaco) e dedicado a Deus de acordo com o capítulo 69 da Regra de São Bento (oblato).
Foi em Subiaco também que seu deu o famoso incidente relatado por São Gregório Magno (Diálogos, II.vii) do resgate do afogamento, quando o monge São Mauro, por ordem de São Bento, correu sobre a superfície do lago logo abaixo do mosteiro e trouxe Plácido são e salvo para a margem. Aparentemente, Plácido acompanhou São Bento, em 529, quando em seu retiro para a Abadia de Monte Cassino, que lhe teria sido doada por Tértulo, pai de Plácido.
Nada sabemos de sua vida depois disso, mas em um antigo saltério na Abadia de Valombrosa seu nome aparece na "Litania dos Santos" entre os confessores imediatamente depois de São Bento e São Mauro; o mesmo ocorre no Codex CLV, de Subiaco, do século IX.
Plácido é venerado juntamente com São Mauro em 5 de outubro, é co-padroeiro de Messina e padroeiro de Biancavilla, Castel di Lucio, Montecarotto e Poggio Imperiale.

## Confusão com outro Plácido
Aparentemente não há mais dúvida atualmente de que a obra "Passio S. Placidi", supostamente escrita por um Gordiano, servo do santo, e na qual se baseiam as tradições que ele teria sido abade e mártir, é, na verdade, obra de Pedro, o Diácono, um monge de Monte Cassino do século XII.
O autor parece ter confundido São Plácido com um outro Plácito ou Plácido, que, com Eutício e trinta companheiros, foi martirizado na Sicília na perseguição de Diocleciano e é celebrado nos antigos martirológios em 5 de outubro. Tendo desta forma atribuído o martírio a São Plácido, Pedro prossegue seu relato atribuindo-o a invasores sarracenos da Espanha — um anacronismo para o século VI, mas um erro possível se a obra foi escrita depois da invasão muçulmana da Sicília. A questão foi amplamente discutida pelos bolandistas.
O estudo que acompanha a revisão de 1969 do Calendário Geral Romano afirma que "São Plácido, o discípulo de São Bento, é agora universalmente distinguido de São Plácido, um mártir desconhecido da Sicília".